# 2017年1月

## 1月1日
- 土耳其伊斯坦布尔一个挤满新年狂欢者的夜总会遭遇袭击，至少39人喪生。[1]
- 巴西亚马逊州马瑙斯市的一所监狱發生骚乱，造成56人喪生。[2]
- 遭到美国选当总统唐纳德·特朗普批评后，福特汽车撤销斥资16亿美元在墨西哥建厂的计划，改在密歇根州弗拉特罗克（英语：Flat Rock, Michigan）投资7亿美元建厂，预计将创造700个就业岗位。[3]

## 1月4日
- 纽约布鲁克林長島鐵路上的一辆运行列车于当地早高峰时段出轨（英语：2017 Brooklyn train crash），导致103人受伤。[4]

## 1月6日
- 美国佛州的劳德代尔堡-好莱坞国际机场发生枪击事件，造成5人死亡，至少8人受伤。[5]

## 1月7日
- 斯里兰卡南部城市汉班托塔星期六爆发示威，抗议政府在当地设立工业园区。[6]

## 1月8日
- 以色列的耶路撒冷發生一起卡車襲擊事件[7]。
- 第74届金球奖在美國加利福尼亚州比佛利山希尔顿酒店举行，歌舞片最佳音乐及喜剧电影等七项提名全部获奖，成为当晚最大赢家[8]。

## 1月9日
- 委内瑞拉反对派掌控的议会9日通过了一项决议，宣称该国总统尼古拉斯·马杜罗因没能履行自己的职责而“放弃职务”。不過最高法院隨即宣佈該決議無效。[9][10]
- 最近数日，东欧和意大利有几十人死于由寒潮带来的航班取消、河流冰冻和交通事故。[11]

## 1月10日
- 欧洲人权法院裁定，瑞士政府強制穆斯林學生參加學校男女混合游泳班的做法合法，法院認為當局以「確保孩子可以成功融入社會」作為優先考慮是合理。[12]
- 国际足球联合会宣佈2026年世界盃足球賽決賽周將有48支球隊參賽。[13]

## 1月11日
- 挪威成为全球首个关闭国营FM电台的国家，模拟FM系统升级数码声音广播的工作预计年前完成。挪威地方电台协会担心变化会影响到驾驶员和老年听众。[14]

## 1月12日
- 国际奥林匹克委员会宣布取消三名中國舉重运动员曹磊、陈燮霞和刘春红在2008年北京奥运会上夺得的金牌。[15]
- 美國總統奧巴馬宣佈，終止已實施超過20年的向成功踏足美國陸地的古巴偷渡者給予美國居留權的政策。[16]

## 1月13日
- 加州大学洛杉矶分校研究团队分析阿波罗计划带回月球矿物样本，估计月球历史至少45.1亿年，比之前的估计长1.5亿年。[17]

## 1月16日
- 土耳其一架貨機在吉尔吉斯斯坦玛纳斯国际机场降落時撞入民居，造成至少37人喪生。[18]

## 1月17日
- 中國、馬來西亞與澳大利亞三國政府發表聯合聲明，宣佈暫停在印度洋搜索2014年失蹤的马来西亚航空370号班机，實質上意味搜索行動終止。[19]
- 德国联邦宪法法院裁決不批准由聯邦參議院提出的禁制極右德國國家民主黨呈請。[20]
- 尼日利亞空軍在打擊博科聖地的行動中誤炸博尔诺州一個難民營，至少76人喪生。[21]
- 拒絕承認在2016年岡比亞總統選舉落敗的冈比亚總統葉海亞·賈梅宣佈全國進入緊急狀態。[22]

## 1月18日
- 马里北部加奧一個軍事基地遭到自殺式汽車炸彈襲擊，至少50人喪生。[23]
- 懷疑由2017年1月意大利中部地震引發的雪崩掩埋意大利中部阿布鲁佐大区大薩索山一間酒店，多人失蹤。[24]
- 美軍空襲位於利比亞蘇爾特西南的伊斯兰国武裝分子營地，炸死超過80名武裝分子。[25]

## 1月19日
- 位於伊朗首都德黑兰的普拉斯科大廈起火後倒塌，至少30名消防員喪生。[26]
- 2016年－2017年甘比亞憲政危機持續，流亡國外的總統當選人阿達馬·巴羅在冈比亚駐塞内加尔大使館宣誓就任岡比亞總統。同日西非国家经济共同体成員國的軍隊進入岡比亞境內，以迫使掌權的叶海亚·贾梅依照總統選舉結果離任。[27]
- 美軍空襲敘利亞伊德利卜省一處軍事訓練基地，炸死100多名基地组织戰鬥人員。[28]

## 1月20日
- 澳洲墨尔本市中心伯克街商场一名男子驾车撞向人群，造成4死20伤。维多利亚警察（英语：Victoria Police）逮捕了该名男子，并表示事件不涉及恐怖主义。[29]

- 2017年美國總統就職典禮於本日舉行。[30]

## 1月21日
- 巴基斯坦巴勒吉納爾（英语：Parachinar）一個市場發生炸彈爆炸，至少22人喪生。[31]
- 冈比亚前總統叶海亚·贾梅宣佈放棄總統權力後，在几内亚總統阿尔法·孔戴的陪伴下乘坐後者的專機離開岡比亞。[32]

## 1月22日
- 所罗门群岛发生7.9级地震。到目前为止没有人员伤亡。巴布亚新几内亚和所罗门群岛有可能发生海啸。[33]

## 1月23日
- 三星電子發表三星Galaxy Note 7起火事故的調查報告，指出成因是電池有瑕疵。[34]
- 美國新任總統川普同日簽署行政命令，宣告美國正式退出跨太平洋夥伴協定（TPP）。[35]

## 1月24日
- 第89届奥斯卡金像奖提名揭晓，歌舞片以创纪录的14项提名领跑，和获8项提名列第二[36][37]。
- 中国国家旅游局召开新闻发布会，要求所有出境旅游企业和旅游电商服务平台全面停止与摆放否认南京大屠杀书籍的APA集团合作，但APA集团发表声明表示除非冬季亚运会组委会提出正式要求，否则不打算撤书[38][39]。
- 英國最高法院裁定英國政府在啟動脫歐程序前需經國會批准[40]。

## 1月25日
- 美国总统唐納·川普签署行政命令，在美國與墨西哥邊界建設隔離牆，阻挡非法移民进入美国。[41]
- 道琼斯工业平均指数首次在20,000點以上收市。[42]
- 馬爾他騎士團大教長马修·费斯汀與梵蒂岡發生爭執後，被教宗方濟各要求辭任，費斯汀隨後請辭並得到教宗批准。[43]

## 1月26日
- 据路透社报道，因为委内瑞拉的国有原油和国有天然气公司无法支付船体清洗、检查和其他港口服务的费用，因此超过400万桶石油无法交付，油轮停泊在加勒比海。[44]
- 由於美國總統的言論及國際安全情勢日趨黯淡，原子科學家公報將末日之鐘調快30秒，距人類滅亡僅剩2分半[45]。
- 2017年智利森林大火燒毀該國中部有5,000人口的聖奧爾加（英语：Santa Olga）鎮，而大火至今已造成至少10人喪生。[46]

## 1月27日
- 两位哈佛科学家在学术期刊《科学》上发表了一项研究成果：他们称，他们使用金刚石砧元件首次在实验室中制造出金属氢。当这项研究于2016年10月份第一次发表在arXiv上时，其他科学家不认同这一研究成果。[47]
- 美國總統唐納·川普簽署一項被稱為「阻止外國恐怖分子進入美國的國家保護計劃」的行政命令，無限期禁止敘利亞難民入境美國。[48]

## 1月28日
- 德國媒體報道，約40多名在德國境內的北約基地執行任務的土耳其軍人向德國尋求庇護，有受訪軍人表示擔心返回土耳其會遭受迫害。[49]
- 南京理工大学化工学院胡炳成教授团队首次合成出室温下稳定的五唑阴离子盐[50]，中国媒体称其为“威力堪比核武器”、“用于制造不需核裂变起爆的‘干净’氢弹”、“下一代大爆竹方案”[51]。
- 美国总统唐纳·川普與俄罗斯总统普京本日进行了1小時長的电话交谈，双方发言人说，他们同意合作打击伊斯兰国组织，並为实现叙利亚以及全世界的和平而共同努力。[52]
- 一艘载有28名中国旅客和3名船员的客船从马来西亚东部港口亚庇到环滩岛（英语：Mengalum Island）的途中失联。[53]後來證實該船已翻沉，22名旅客和船員獲救，3人遇難，6人失蹤。[54]

## 1月29日
- 加拿大魁北克市一間清真寺發生槍擊案，造成至少6人喪生。[55]
- 緬甸全國民主聯盟法律顧問哥尼在仰光被槍擊身亡，一名疑兇被捕。[56]
- 法國前教育部長貝諾瓦·阿蒙在2017年法國總統選舉社會黨總統參選人初選勝出。[57]

## 1月30日
- 非洲联盟在本日的大會上通過接納摩洛哥重新加入為成員國。[58]

## 1月31日
- 特朗普宣布提名尼尔·戈萨奇担任美国最高法院大法官[59]。
- 英國圖靈法案生效，平反約49,000名因同性戀或雙性戀獲罪男性[60]。